# Pianeta nano
Un pianeta nano è un corpo celeste di tipo planetario orbitante attorno a una stella e caratterizzato da una massa sufficiente a conferirgli una forma quasi sferica, ma che non è stato in grado di "ripulire o sgomberare" la propria fascia orbitale da altri oggetti di dimensioni confrontabili (raggiungendo la dominanza orbitale), per quest'ultima caratteristica non rientra nella denominazione di pianeta, secondo la definizione attualmente utilizzata dall'UAI.
Si osserva quindi che la classe dei pianeti è distinta da quella dei pianeti nani, e non comprende quest'ultima. Si distinguono, dunque, pianeti e corpi planetari; i pianeti nani rientrano nella denominazione di corpi planetari, ma non in quella di pianeti. Va perciò fatto notare che nella dicitura "pianeta nano" con "pianeta" non si intende dire ciò che comunemente viene chiamato "pianeta", ma "corpo planetario". Tale scelta è stata ed è ancora oggetto di dibattito accademico. Secondo alcuni astronomi bisognerebbe eguagliare il concetto di pianeta a quello di corpo planetario, considerare dunque i pianeti nani come pianeti, e rinominare gli odierni "pianeti" in "pianeti classici".
Il termine pianeta nano fu coniato nel 1990 da Alan Steirn, che lo considerava nella denominzione di pianeta. Fu introdotto ufficialmente nella nomenclatura astronomica il 24 agosto 2006 da un'assemblea dell'Unione Astronomica Internazionale, perdendo però la denominazione di pianeta, fra molte discussioni e polemiche, nelle quali si è fatto notare che il termine è fuorviante, e che i criteri sono povermente definiti (non è stata stabilita una precisa soglia dimensionale oltre la quale non si consideri presente una dominanza orbitale, né esiste una soglia obiettiva stabilita oltre la quale un corpo celeste possa essere definito sferoidale).
L'11 giugno 2008 il Comitato esecutivo dell'Unione Astronomica Internazionale riunitosi a Oslo ha assegnato il nome plutoidi alla classe dei pianeti nani transnettuniani, stabilendo al contempo un requisito preliminare per valutare il raggiungimento dell'equilibrio idrostatico, con l'intenzione di favorire l'assegnazione dei nomi dei candidati plutoidi. L'UAI ha stabilito che un corpo celeste transnettuniano che possiede una magnitudine assoluta inferiore a H = +1 può essere ragionevolmente classificato tra i plutoidi e quindi tra i pianeti nani.
Nonostante il nome, un pianeta nano non è necessariamente più piccolo di un pianeta. In teoria non vi è limite alle dimensioni dei pianeti nani.
L'UAI riconosce sei pianeti nani: Cerere, Plutone, Haumea, Makemake, Eris e Quaoar.

## Storia del termine
Prima delle scoperte dell'inizio del XXI secolo, gli studiosi non avevano avuto una forte necessità di una definizione formale del termine pianeta.
Dopo la scoperta di Plutone, nel 1930, gli astronomi avevano stabilito che il Sistema solare contenesse nove pianeti e migliaia di altri corpi dalle dimensioni significativamente minori, asteroidi e comete. Per quasi 50 anni, Plutone è stato ritenuto più grande di Mercurio, ma la scoperta nel 1978 della sua luna Caronte permise di misurarne la massa con precisione, ottenendo per essa un valore molto più piccolo delle stime iniziali: il valore misurato corrispondeva a circa un ventesimo della massa di Mercurio, rendendo Plutone di gran lunga il pianeta più piccolo. Sebbene fosse ancora dieci volte più massiccio di Cerere, l'oggetto più grande presente nella fascia principale degli asteroidi, anche dal confronto con la Luna Plutone appariva ridimensionato, raggiungendone appena un quinto della massa. Inoltre, possedendo alcune caratteristiche inusuali quali un'elevata eccentricità orbitale e un'elevata inclinazione orbitale, divenne evidente che si trattava di un corpo differente da ogni altro pianeta.
Negli anni novanta, gli astronomi cominciarono a trovare altri oggetti nella stessa regione di spazio in cui orbita Plutone (conosciuta come Fascia di Kuiper), e alcuni altri anche a distanze maggiori. Alcuni di essi condividevano le caratteristiche chiave dell'orbita di Plutone, cosicché il corpo celeste cominciò a essere visto come il più grande di una nuova classe di oggetti, i plutini. Ciò portò alcuni astronomi a smettere di riferirsi a Plutone come a un pianeta e diversi termini, come pianeta minore, sub-pianeta e planetoide cominciarono a essere usati per gli oggetti in seguito indicati come pianeti nani.
Quando nel 2005 furono scoperti altri tre oggetti (Quaoar, Sedna ed Eris) di dimensioni comparabili a quelle di Plutone, fu chiaro che si doveva o classificare anche loro come pianeti, oppure Plutone avrebbe dovuto essere riclassificato. Gli astronomi erano inoltre convinti che si potesse riuscire a scoprire altri oggetti delle dimensioni di Plutone e, quindi, il numero di pianeti con caratteristiche simili a Plutone sarebbe cresciuto rapidamente.
Nel 2006, furono determinate le dimensioni di Eris (conosciuto allora come 2003 UB313) e lo si scoprì essere leggermente più grande di Plutone. Ufficiosamente, alcuni studiosi e giornalisti cominciarono a riferirsi all'oggetto come al decimo pianeta. Conseguentemente, la questione fu oggetto di un intenso dibattito durante la XXVI Assemblea Generale dell'Unione Astronomica Internazionale dell'agosto del 2006.

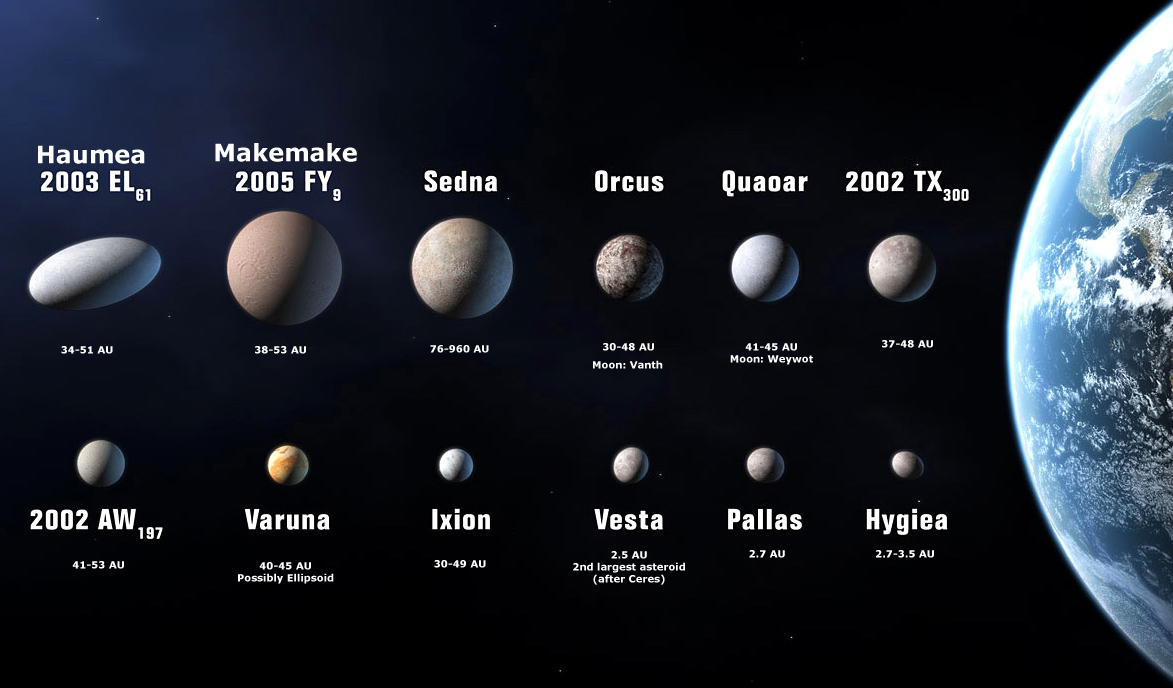
I 12 corpi indicati come potenziali pianeti secondo la prima bozza di proposta dell'UAI. Da notare che i primi due, Haumea e Makemake, sono stati in seguito identificati come pianeti nani.

La prima bozza di proposta, avanzata dal gruppo di lavoro appositamente istituito dalla UAI, fu di considerare qualunque corpo con una forza di gravità tale da fargli raggiungere la forma di equilibrio idrostatico (ovvero quasi sferica) come pianeta. Tale definizione avrebbe immediatamente incluso Eris e Cerere nella lista dei pianeti, più Caronte, considerando il suo sistema come un sistema doppio. Inoltre fu individuata una lista di 12 potenziali oggetti candidabili come pianeti, qualora si fosse dimostrata una forma modellata dall'equilibrio idrostatico.
Dopo l'opposizione di numerosi astronomi a una tale risoluzione, l'astronomo uruguayano Julio Ángel Fernández avanzò una proposta alternativa, in cui si creava una classificazione intermedia per quegli oggetti sufficientemente grandi da aver assunto una forma sferica, ma non abbastanza da aver ripulito la propria fascia orbitale dalla maggior parte dei planetesimi che vi hanno orbitato dalla formazione del Sistema solare a oggi. Escludendo Caronte dalla lista, la nuova proposta assegnava Plutone, Cerere ed Eris alla nuova categoria.
La risoluzione finale dell'Unione Astronomica Internazionale conservò la distinzione in tre categorie per i corpi celesti in orbita intorno al Sole. Fernández aveva suggerito di chiamare gli oggetti della classe intermedia planetoidi, ma la sessione plenaria della III Divisione della UAI votò unanimemente per pianeti nani. Nella risoluzione si legge:
1. A "planet"[n 1] is a celestial body that:
  - is in orbit around the Sun,
  - has sufficient mass for its self-gravity to overcome rigid body forces so that it assumes a hydrostatic equilibrium (nearly round) shape, and
  - has cleared the neighbourhood around its orbit.
2. A "dwarf planet" is a celestial body that:
  - is in orbit around the Sun,
  - has sufficient mass for its self-gravity to overcome rigid body forces so that it assumes a hydrostatic equilibrium (nearly round) shape[n 2],
  - has not cleared the neighbourhood around its orbit, and
  - is not a satellite.
3. All other objects[n 3] except satellites orbiting the Sun shall be referred to collectively as "Small Solar System Bodies".

Footnotes:
1. 
2. 
3. 
»
1. un "pianeta"[n 1] è un corpo celeste che:
  - è in orbita intorno al Sole;
  - ha una massa sufficiente affinché la sua gravità possa vincere le forze di corpo rigido, cosicché assume una forma di equilibrio idrostatico (quasi sferica);
  - ha ripulito le vicinanze intorno alla sua orbita;
2. un "pianeta nano" è un corpo celeste che:
  - è in orbita intorno al Sole;
  - ha una massa sufficiente affinché la sua gravità possa vincere le forze di corpo rigido, cosicché assume una forma di equilibrio idrostatico (quasi sferica)[n 2];
  - non ha ripulito le vicinanze intorno alla sua orbita;
  - non è un satellite.
3. tutti gli altri oggetti[n 3], eccetto i satelliti, che orbitano intorno al Sole devono essere considerati in maniera collettiva come "piccoli corpi del sistema solare".

Note:
1. 
2. 
3. 
»
(Risoluzione B5 - Assemblea generale IAU 2006, Praga.)
Sebbene ci fosse preoccupazione riguardo allo status di pianeti in altri sistemi solari, tale questione ancora non è stata risolta; è stato proposto di decidere al riguardo soltanto quando saranno stati sviluppati strumenti in grado di permettere l'osservazione e lo studio di tali oggetti.
La 6ª Risoluzione dell'UAI del 2006 riconobbe Plutone come "il prototipo di una nuova categoria di oggetti transnettuniani". Il nome e la precisa natura di tale categoria non furono specificati e la loro comunicazione fu rimandata a data da destinarsi. L'11 giugno 2008, il "Comitato Esecutivo" dell'Unione Astronomica Internazionale ha comunicato il nome, plutoidi, e la definizione: tutti i pianeti nani transnettuniani sono plutoidi. L'11 luglio 2008, il "Gruppo di lavoro per la nomenclatura dei Sistemi planetari" (Working Group for Planetary System Nomenclature) ha riclassificato l'oggetto allora noto come (136472) 2005 FY9 come un pianeta nano, rinominandolo Makemake. Due mesi dopo, il 17 settembre anche (136108) 2003 EL61, rinominato Haumea, è stato classificato tra i pianeti nani.

## Prospetto
Segue un prospetto dei sei corpi celesti orbitanti intorno al Sole che attualmente rientrano nella categoria dei pianeti nani:
| Nome   | Nome     | Semiasse maggiore | Semiasse maggiore | Diametro medio | Massa                 | Fascia asteroidale | Fascia asteroidale | Scoperta |
| ------ | -------- | ----------------- | ----------------- | -------------- | --------------------- | ------------------ | ------------------ | -------- |
| 1      | Cerere   | 413690000 km      | 2,765 au          | 975 × 909 km   | (9,43±0,07)×1020 kg   | Fascia principale  | Fascia principale  | 1801     |
| 134340 | Plutone  | 5900000 km        | 39,445 au         | 2370±20 km     | (1,305±0,007)×1022 kg | Fascia di Kuiper   | Plutino            | 1930     |
| 136108 | Haumea   | 6428000 km        | 42,968 au         | 1500 km        | (4,2±0,1)×1021 kg     | Fascia di Kuiper   | Cubewano           | 2004     |
| 136472 | Quaoar   | 6517167204 km     | 43,405 au         | 1090 km        | 1,0−2,6×1021 kg       | Fascia di Kuiper   | Cubewano           | 2002     |
| 90377  | Makemake | 6790000 km        | 45,386 au         | 1502±45 km     | ~4×1021 kg            | Fascia di Kuiper   | Cubewano           | 2005     |
| 136199 | Eris     | 10183000 km       | 68,071 au         | 2326±12 km     | (1,67±0,02)×1022 kg   | Disco diffuso      | Disco diffuso      | 2005     |

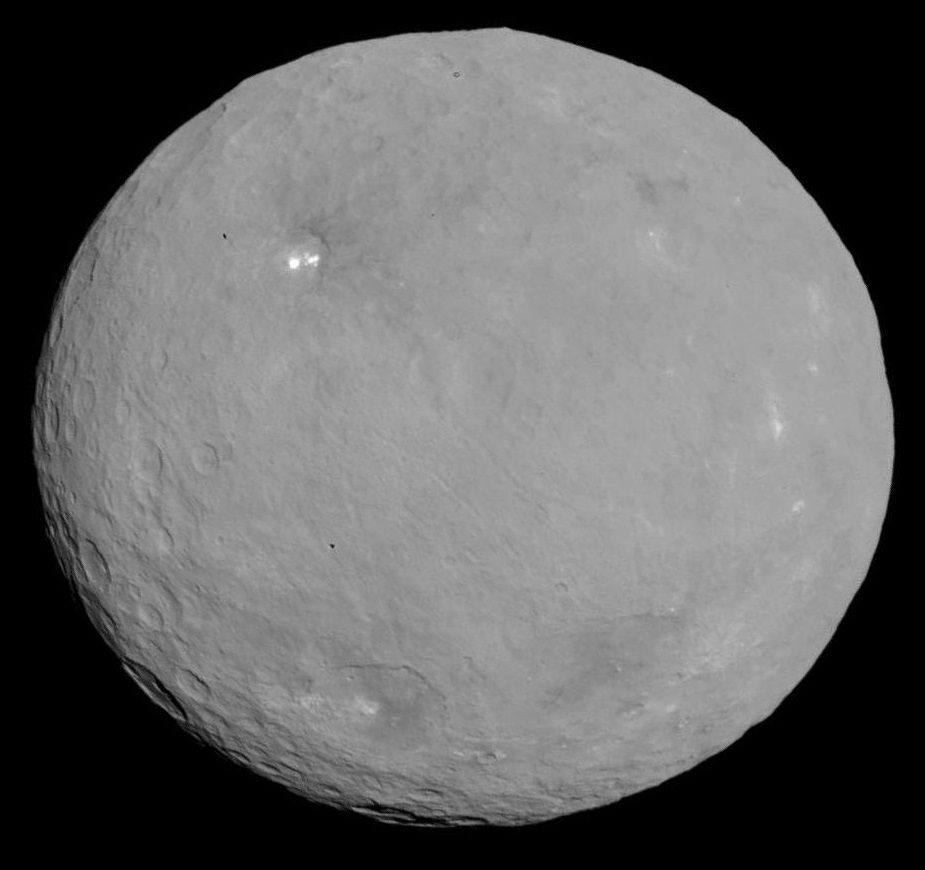
Cerere fotografato dalla sonda Dawn il 6 maggio 2015
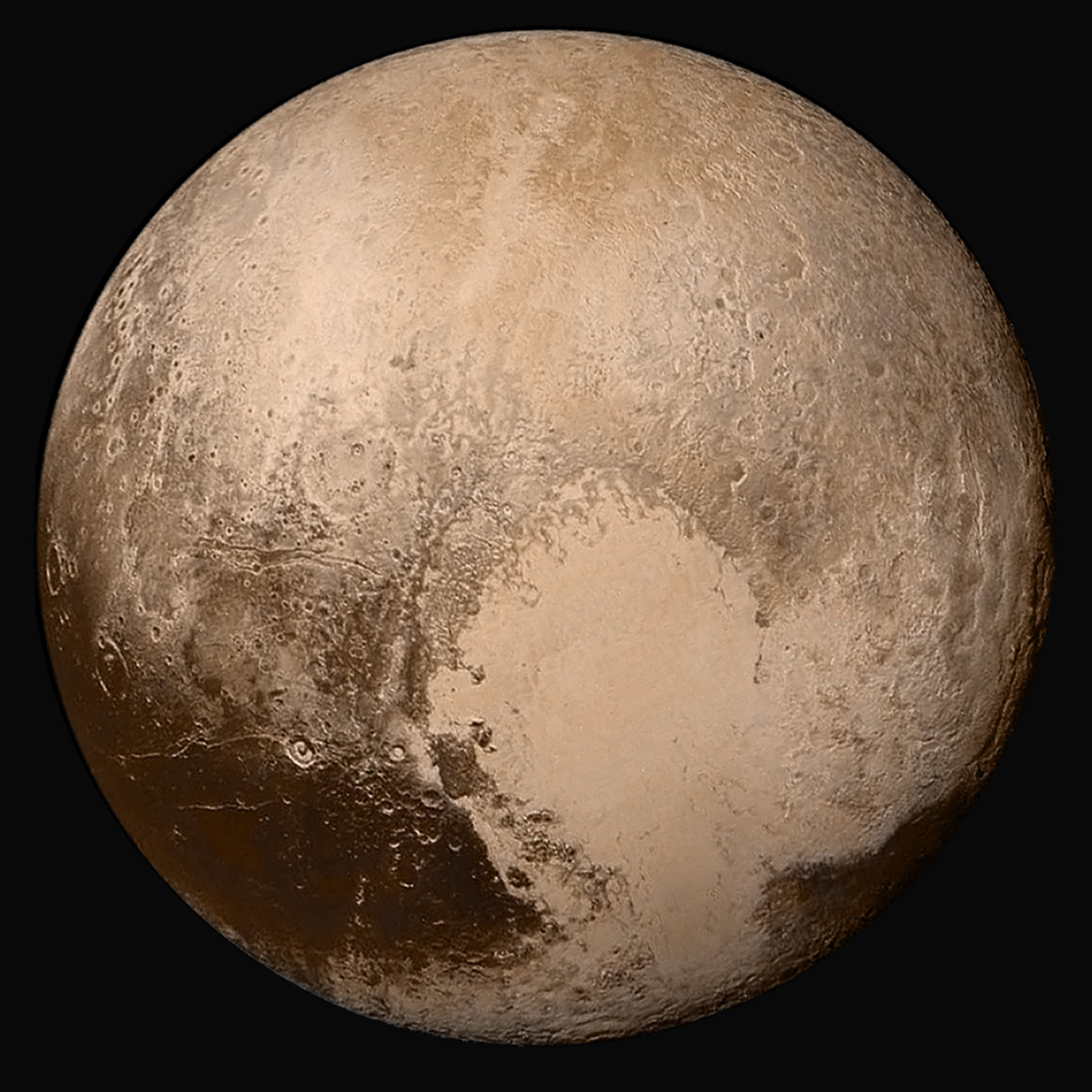
Plutone fotografato dalla sonda New Horizons il 14 luglio 2015
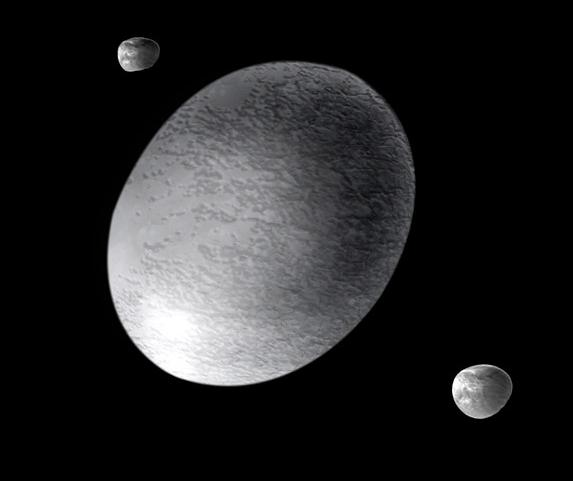
Rappresentazione artistica di Haumea, con le sue due lune
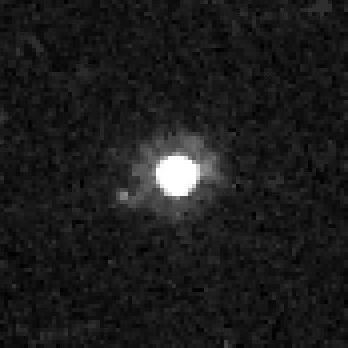
Quaoar ripreso dal telescopio spaziale Hubble
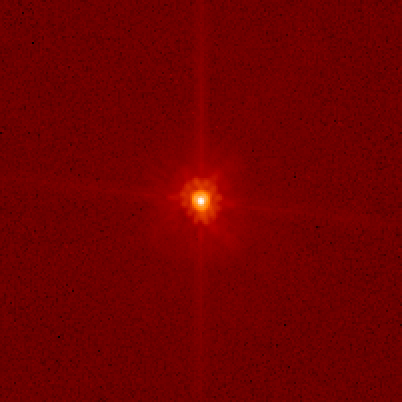
Makemake fotografato dal Telescopio spaziale Hubble
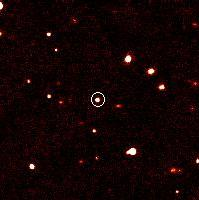
Una delle migliori immagini disponibili di Eris

## Candidati pianeti nani

### La valutazione di Tancredi
Nel 2010, l'astronomo uruguayano Gonzalo Tancredi ha presentato alla IAU un rapporto in cui valutava un elenco di 46 candidati per lo stato di pianeta nano, basato sull'analisi curva di luce-ampiezza e calcolando che l'oggetto avesse più di 450 chilometri (280 mi) di diametro. Alcuni diametri erano stati misurati, alcuni erano le migliori stime disponibili e per altri è stata utilizzata un'albedo presunta di 0,10 per il calcolo del diametro. Di questi 46 candidati, ne ha identificato 15 come pianeti nani in base ai suoi criteri (inclusi i 4 accettati dalla IAU), mentre ne ha considerati altri 9 come possibili. Per essere cauto, consigliò alla IAU di accettare "ufficialmente" come pianeti nani i primi tre non ancora accettati: Sedna, Orco e Quaoar. Sebbene l'IAU avesse reso pubbliche le raccomandazioni di Tancredi, a distanza di un decennio non ha ancora dato una risposta definitiva, ad eccezione di Quaoar che è stato definito pianeta nano in un rapporto annuale dell'UAI nel 2023.

### La valutazione di Brown
| Categorie di Brown                           | Min. ø     | Numero di oggetti |
| -------------------------------------------- | ---------- | ----------------- |
| quasi certezza                               | > 900 km   | 10                |
| molto verosimile                             | 600–900 km | 17 (27 totale)    |
| verosimile                                   | 500–600 km | 41 (68 totale)    |
| probabile                                    | 400–500 km | 62 (130 totale)   |
| possibile                                    | 200–400 km | 611 (741 totale)  |
| Fonte: Mike Brown, aggiornato a maggio 2023. |            |                   |

Mike Brown considera 130 corpi transnettuniani come probabili pianeti nani, classificandoli in base alla dimensione stimata. Non considera gli asteroidi, affermando che "nella cintura degli asteroidi, Cerere, con un diametro di 900 km, è l'unico oggetto abbastanza grande da essere rotondo."
Ha suddiviso la terminologia per i vari gradi di probabilità in:
- Quasi certezza: il diametro stimato/misurato deve superare i 900 km (560 mi). Ci deve essere una confidenza sufficiente per affermare che i corpi devono essere in equilibrio idrostatico, anche se prevalentemente rocciosi.
- Molto verosimile: diametro stimato/misurato superiore a 600 km (370 mi). Le dimensioni dovrebbero essere "enormemente sbagliate" o dovrebbero essere prevalentemente rocciosi per non essere pianeti nani.
- Verosimile: diametro stimato/misurato superiore a 500 km (310 mi). Le incertezze nelle misurazioni significano che alcune di queste saranno significativamente più piccole e quindi dubbie.
- Probabile: diametro stimato/misurato superiore a 400 km (250 mi). Ci si aspetta che siano pianeti nani, se sono ghiacciati e la forma è corretta.
- Possibile: diametro stimato/misurato superiore a 200 km (120 mi). Le lune ghiacciate passano da una forma rotonda a una irregolare nell'intervallo di 200–400 km, suggerendo che la stessa cosa valga per gli oggetti nella fascia di Kuiper (KBO). Pertanto, alcuni di questi oggetti potrebbero essere pianeti nani.
- Probabilmente no: diametro stimato/misurato inferiore a 200 km. Nessuna luna ghiacciata sotto i 200 km è rotonda e lo stesso può essere vero per i KBO. La dimensione stimata di questi oggetti dovrebbe essere errata affinché siano pianeti nani.

Oltre ai sei accettati dalla IAU la categoria "quasi certezza" comprende Gonggong, Sedna, Orco, Máni e Salacia.
La caratteristica rilevante di un pianeta nano è che "abbia massa sufficiente affinché la propria gravità possa superare le forze di corpo rigido in modo tale da assumere una forma in equilibrio idrostatico (prossimo alla sfericità) ". Cerere è l'unico pianeta nano nella fascia principale. Una recente analisi della sonda Dawn sulla forma e del suo campo gravitazionale di Vesta, il secondo oggetto celeste più massiccio della fascia, ha dimostrato che non è attualmente in equilibrio idrostatico. Pallade, il terzo oggetto più massiccio, ha una superficie piuttosto irregolare. Tuttavia, alcune osservazioni condotte con il Very Large Telescope sembrano suggerire che Igea, il quarto asteroide per dimensioni presente nella fascia, possa essere considerato un pianeta nano, perché avrebbe una forma con una sfericità assai prossima a quella calcolabile per Cerere. Se ciò fosse confermato, sarebbe uno dei pianeti nani più piccoli. Michael E. Brown ha stimato che i corpi della fascia principale essendo molto rocciosi e non sufficientemente grandi da raggiungere i 900 km di diametro, difficilmente possono risultare in equilibrio idrostatico e di conseguenza classificabili come pianeti nani. Sulla base di un confronto con le lune ghiacciate che sono state esplorate da veicoli spaziali, come Mimas (rotondo a 400 km di diametro) e Proteo (irregolare a 410–440 km di diametro), Brown ha stimato che gli oggetti transnettuniani essendo principalmente ghiacciati, tendono a rilassarsi in equilibrio idrostatico ad un diametro che si aggira tra 200 e i 400 km.

### La valutazione di Grundyet al
Grundy et al. propongono che gli TNO scuri a bassa densità nella gamma di diametro di circa 400-1000 km siano di transizione tra corpi più piccoli, porosi (e quindi a bassa densità) e corpi planetari più grandi, più densi, più luminosi e geologicamente differenziati (come i pianeti nani). I corpi in questo intervallo di dimensioni dovrebbero aver iniziato a collassare gli spazi interstiziali rimasti dalla loro formazione, ma non completamente, lasciando una certa porosità residua.
Molti TNO nella gamma di dimensioni di circa 400-1000 km hanno densità stranamente basse, nell'intervallo di circa 1,0-1,2 g/cm³, che sono sostanzialmente inferiori ai pianeti nani come Plutone, Eris e Cerere, che hanno densità più vicine a 2. Brown ha suggerito che i grandi corpi a bassa densità dovessero essere composti quasi interamente da acqua ghiacciata, poiché presumeva che i corpi di queste dimensioni sarebbero necessariamente solidi. Tuttavia, questo lascia inspiegabile il motivo per cui esistono TNO con diametro maggiore di 1000 km e inferiore a 400 km, e in effetti le comete, che sono composte da una frazione sostanziale di roccia, lasciano che solo questa gamma di dimensioni sia principalmente ghiacciata.
Esperimenti con ghiaccio d'acqua alle pressioni e temperature pertinenti suggeriscono potrebbe avanzare una sostanziale porosità in questo intervallo di dimensioni ed è possibile che l'aggiunta di roccia alla miscela aumenti ulteriormente la resistenza al collasso di un corpo solido. I corpi con porosità interna residuata dalla loro formazione potrebbero essere differenziati al più solo parzialmente, nella loro parte interna più profonda. Se un corpo avesse cominciato a collassare in un corpo solido, dovrebbero esserci prove sotto forma di sistemi di faglie da quando la sua superficie si è contratta. Anche l'albedo superiore dei corpi più grandi è la prova di una differenziazione completa, poiché tali corpi sono stati presumibilmente modellati dalla riemersione del ghiaccio dal loro interno. Grundy et al. propone quindi che medie dimensioni (<1000 km), bassa densità (<1,4 g/ml) e albedo bassa (<~0,2) di corpi come Salacia, Varda, Gǃkúnǁʼhòmdímà e 2002 UX25 non li rendano corpi planetari differenziati come Orco, Quaoar e Caronte. Il confine tra le due popolazioni sembrerebbe essere nel range di circa 900-1000 km.
Se le ipotesi di Grundy et al. sono corrette, tra i corpi conosciuti nel sistema solare esterno solo Plutone-Caronte, Eris, Haumea, Gonggong, Makemake, Quaoar, Orco, Sedna e forse Salacia (che se fosse sferico e avesse la stessa albedo della sua luna avrebbe una densità compresa tra 1,4 e 1,6 g/cm³, calcolato pochi mesi dopo la valutazione iniziale di Grundy et al, sebbene sia probabile che abbia un'albedo di solo 0,04) si sono compattati in corpi completamente solidi, e quindi è possibile che siano diventati pianeti nani ad un certo punto del loro passato o esserlo ancora.
Gongong, Orcus e Sedna vengono comunemente considerati dai planetologi pianeti nani sebbene l'Unione Astronomica Internazionale non abbia ancora deciso se includerli o meno nella lista ufficiale. Salacia viene invece considerata un caso limite della denominazione stessa. Non vi è infatti tuttora un comune consenso nel considerala pianeta nano o meno.
| Nome   | Nome     | Semiasse maggiore | Diametro medio | Periodo orbitale | Fascia asteroidale | Fascia asteroidale | Scoperta |
| ------ | -------- | ----------------- | -------------- | ---------------- | ------------------ | ------------------ | -------- |
| 225088 | Gonggong | 66,850 UA         | 1290 km        | 546,6 anni       | Disco diffuso      | Disco diffuso      | 2007     |
| 50000  | Sedna    | 524,400 UA        | 995 km         | 12059,06 anni    | Nube di Oort       | Sednoide           | 2003     |
| 90482  | Orco     | 39,173 UA         | 910 km         | 247,492 anni     | Fascia di Kuiper   | Plutino            | 2004     |
| 120347 | Salacia  | 41,907 UA         | 846 km         | 271,29 anni      | Fascia di Kuiper   | Cubewano           | 2004     |